# 12633 Warmenhoven
A 12633 Warmenhoven (ideiglenes jelöléssel (12633) 3119 T-1) a Naprendszer kisbolygóövében található aszteroida. Cornelis Johannes van Houten, Ingrid van Houten-Groeneveld és Tom Gehrels fedezte fel 1971. március 26-án.

## Kapcsolódó szócikk
- Kisbolygók listája (12501–13000)